# دولة تنموية
الدولة التنموية هو مصطلح يستخدمه علماء الاقتصاد السياسي الدولي للإشارة إلى ظاهرة تخطيط الاقتصاد الكلي الذي تقوده الدولة في دول شرق آسيا أواخر القرن العشرين. في هذا النموذج للرأسمالية (يشار إليه أحيانًا باسم رأسمالية تنموية)، تتمتع الدولة بسلطة سياسية مستقلة أو أكثر استقلالية، فضلًا عن قدر أكبر من السيطرة على الاقتصاد. تتميز الدولة التنموية بتدخل قوي وواسع من الحكومة، إضافة إلى التنظيم والتخطيط الشاملين. استُخدم هذا المصطلح في وقت لاحق لوصف بلدان خارج شرق آسيا تتطابق أنظمتها مع معايير الدولة التنموية. بوتسوانا، على سبيل المثال، استحقّت التسمية منذ أوائل السبعينات. تتعارض الدولة التنموية أحيانًا مع الدولة المفترسة أو الدولة الضعيفة.

أول من وضع تصوّرًا جديًا للدولة التنموية هو تشالمرز جونسون. عرّف جونسون الدولة التنموية بأنها دولة تركز على التنمية الاقتصادية وتتخذ التدابير السياسية اللازمة لتحقيق هذا الهدف. وأضاف أن التنمية الاقتصادية في اليابان لها علاقة كبيرة بتدخل البيروقراطيين بعيد النظر، وخاصة أولئك الذين يعملون في وزارة التجارة الدولية والصناعة. كتب تشالمرز جونسون في كتابه وزارة التجارة الدولية والصناعة والمعجزة اليابانية:
«في الدول التي تأخرت بالتحول نحو التصنيع، قادت الدولة نفسها حملة التصنيع، أي أنها اتخذت لنفسها وظائف تنموية. أنتج هذان الاتجاهان المختلفان نحو الأنشطة الاقتصادية الخاصة والتوجه التنظيمي والتوجه التنموي، نوعين مختلفين من العلاقات بين الحكومة وقطاع الأعمال. تعد الولايات المتحدة مثالًا جيدًا على دولة يسود فيها الاتجاه التنظيمي، بينما تعتبر اليابان مثالًا جيدًا على دولة يسود فيها الاتجاه التنموي.
تحكم الدولة التنظيمية الاقتصاد بشكل أساسي من خلال وكالات تنظيمية مخولة تطبيق مجموعة متنوعة من المعايير لحماية شعبها من «إخفاقات السوق»، بما في ذلك التسعير الاحتكاري والافتراس وغيرها، وتوفير المنتجات الجماعية (مثل الأمن أو التعليم العام). في المقابل، تتدخل الدولة التنموية بشكل مباشر في الاقتصاد من خلال مجموعة متنوعة من الوسائل لتعزيز نمو الصناعات الجديدة والحد من الاضطرابات الناجمة عن التحولات في الاستثمار والأرباح من الصناعات القديمة إلى الصناعات الجديدة. بمعنى آخر، يمكن للدول التنموية اتباع سياسات صناعية، بينما لا تستطيع الدول التنظيمية ذلك.
تستثمر الحكومات في الدول التنموية وتوجه غالبية رأس المال في القطاع الصناعي الواعد الذي سيكون له أقصى تأثير غير مباشر على المجتمع. التعاون بين الدولة والصناعات الرئيسية أمر بالغ الأهمية للحفاظ على استقرار الاقتصاد الكلي. بحسب كتاب أليس أمسدين الذي يحمل عنوان التسعير الخاطئ، فإن تدخل الدولة في نظام السوق مثل إعطاء الدعم لتحسين القدرة التنافسية للشركة والسيطرة على سعر الصرف وتحديد مستوى الأجور والتلاعب بالتضخم لخفض تكلفة الإنتاج للصناعات سببت نموًا اقتصاديًا في البلدان الصناعية المتأخرة ولكن ليس في البلدان التي شهدت تقدمًا في وقت مبكر.
كما هو الحال في اليابان، ملكية الحكومة ضئيلة في القطاع الصناعي، لكن القطاع الخاص مُوجّه بشكل صارم ومقيّد بالنخب الحكومية البيروقراطية. هذه النخب الحكومية البيروقراطية غير منتخبة وهي بالتالي أقل عرضة للتأثير من الشركات أو الطبقة العاملة من خلال العملية السياسية.

## أمثلة في شرق وجنوب شرق آسيا
يمكن العثور على بعض من أفضل فرص النمو الاقتصادي في العقود القليلة الماضية في شرق وجنوب شرق آسيا. تتطور اليابان وكوريا الجنوبية والصين وهونج كونج وسنغافورة والهند وتايلاند وتايوان وفييتنام وماليزيا والفلبين وإندونيسيا على مستويات مرتفعة أو معتدلة. على سبيل المثال، نمت تايلاند بمعدلات مضاعفة في معظم السنوات منذ أوائل الثمانينات. كانت الصين رائدة على مستوى العالم في النمو الاقتصادي من عام 2001 إلى عام 2015. يقدر أن إنجلترا استغرقت حوالي 60 عامًا لمضاعفة حجم اقتصادها عندما بدأت الثورة الصناعية. احتاجت الولايات المتحدة حوالي 50 عامًا لمضاعفة اقتصادها خلال فترة «الإقلاع الاقتصادي الأمريكي» أواخر القرن التاسع عشر. يتضاعف حجم اقتصاد العديد من بلدان شرق وجنوب شرق آسيا اليوم كل 10 سنوات.
من المهم الإشارة إلى أنه في معظم هذه الدول الآسيوية، ليس فقط الأغنياء يزدادون ثراءً، إنما يستفيد الفقراء أيضًا ليصبحوا أقل فقرًا. على سبيل المثال، فقد انخفضت معدلات الفقر في تايلاند بشكل كبير. أظهرت الأبحاث التي أجريت في الستينيات من القرن الماضي أن 60% من سكان تايلاند يعيشون تحت خط الفقر. لكن بحلول عام 2004، أظهرت تقديرات مماثلة أن الفقراءه هناك يشكلون بين 13% و15% من إجمالي السكان. لقد أظهرت أرقام البنك الدولي أن لدى تايلاند أفضل سجل في الحد من الفقر لكل زيادة في الناتج القومي الإجمالي في العالم.
عندما ينظر إليها من خلال عدسة نظرية التبعية، فإن التطور يدور بشكل متزايد حول دول مثل تايلاند وتايوان وماليزيا واليابان وكوريا الجنوبية وفيتنام، حيث تكون الحكومات قادرة على حماية شعوبها من العواقب السلبية لاستغلال الشركات الأجنبية وراغبة بذلك. تميل تلك الدول ليكون لديها حكومات قوية، تسمى أيضًا «دولة تنموية» أو «دولة قاسية»، ولديها قادة يمكنهم مواجهة الشركات متعددة الجنسيات ومطالبتها بالعمل من أجل حماية مصالح شعوبها. لدى هذه «الدول التنموية» الإرادة والسلطة لإنشاء سياسات تؤدي إلى تنمية طويلة الأجل تساعد جميع مواطنيها، وليس فقط الأثرياء، كما لديها القدرة للمحافظة على هكذا سياسات. تُنظّم الشركات متعددة الجنسيات حتى يتسنى لها اتباع المعايير المطلوبة محليًا فيما يتعلق بالأجور وبظروف العمل، وبالتالي الإبقاء على بعض أرباح الشركات متعددة الجنسيات داخل البلد.
المقصود بالدولة التنموية إذًا على وجه التحديد هو الحكومة ذات التنظيم والقوة الكافيين لتحقيق أهدافها التنموية. يجب أن تكون هناك دولة لديها القدرة على إثبات التوجيه الاقتصادي المتماسك والتنظيم الرشيد والفعال والقدرة على دعم سياساتها الاقتصادية بعيدة المدى. كل هذا مهم لأن الدولة يجب أن تكون قادرة على مقاومة المطالب الخارجية من الشركات متعددة الجنسيات للقيام بأمور واتخاذ خطوات تحقق مكاسبها على المدى القصير، كما يجب عليها أن تكون قادرة على التغلب على المقاومة الداخلية من الجماعات صاحبة النفوذ التي تحاول حماية مصالحها الضيقة قصيرة الأجل، وأخيرًا عليها أن تكون قادرة على السيطرة على التنافس داخل الدولة فيما يتعلق بمن سيستفيد أكثر من مشاريع التطوير.

## الاعتراف العام
على الرغم من وفرة الأدلة التي تثبت وتدعم أهمية وجود دولة تنموية، إلا أن بعض وكالات الغوث الدولية لم تعترف علنًا بهذه الحقيقة إلا مؤخرًا. على سبيل المثال، نشر برنامج الأمم المتحدة الإنمائي تقريرًا في أبريل 2000 ركز على الحكم الرشيد في البلدان الفقيرة باعتباره مفتاح التنمية الاقتصادية والتغلب على مصالح الأثرياء الأنانية التي غالبًا ما تقف وراء سياسات الحكومات في الدول النامية. ويخلص التقرير إلى أنه «بدون الحكم الرشيد، لن ينجح الاعتماد على التنمية الاقتصادية ولا أي مجموعة من الاستراتيجيات الأخرى».